# ماريا تيريزا أسمر
ماريا تيريزا أسمر ولدت في سنة 1804 في بلدة تلكيف شمال العراق، وهي كاتبة كتاب ذكريات أميرة بابلية والذي يحتوي على 270 صفحة، وتقول ان عائلتها كانت في بغداد عندما كانت أمها حاملا بها، لكن عائلتها اظطرت للعودة إلى تلكيف، وهذا الكتاب كتب في بداية القرن التاسع عشر ويتضمن رحلات هذه الفتاة من سوريا وتركيا ولبنان وفلسطين واختيارها كحريم عند العثمانيين. ترجم هذا الكتاب إلى الإنكليزية في سنة 1844م. ماتت ماريا تيريزا في فرنسا قبل الحرب الفرنسية البروسية، وعرفت في أوروبا باسم الاميرة البابلية في أوروبا. وتعتبر ماريا تيريزا أول إمراة عراقية ومن العالم العربي تنشر مذكراتها وتؤرخ تاريخ بلدها.

## كتاب مذكراتها
أطلقت ماري تيريز على مذكراتها التي صدرت في جزأين بالإنجليزية عام 1844 اسم «مذكرات أميرة بابلية» لدوافع ربما تكون من باب الاعتزاز بالحضارة البابلية، كونها من عرض كلداني. ما يمنح هذه المذكرات أهمية بالغة، هو وجود مذكرات شخصية لامرأة دخلت مجال التأليف والترجمة ونشر الثقافة والتعليم بين النساء في منتصف القرن التاسع عشر، حيث كان العراق عام ولادة ماري يعيش ظروف التخلف بسبب حكم المماليك العثمانيين الذي بدأ عام 1804، بتولي سليمان باشا الكبير ولاية العراق، وبدء مرحلة التدهور تحت الحكم المملوكي لثلاثة عقود تالية.
فهذه المرأة كانت تكتب وتتحدث بتسع لغات (العربية والسريانية والإنجليزية واللاتينية والعبرية والتركية والكردية والفرنسية والإيطالية) في الوقت الذي كان فيه بزمانها إبان الحكم العثماني (1804-1860) الأمية تصل إلى ما يزيد على %95 بين الرجال والنساء في وادي الرافدين، ومن ذلك يمكننا أن نقيس مدى أهمية هذا الكتاب كوثيقة تاريخية كتبتها امرأة في ذلك الوقت. حتى أمل بورتر نفسها التي أخرجت هذه المذكرات من طي النسيان إلى الحقيقة مرة أخرى وترجمت ونشرت فصولا من تلك المذكرات، لا تعرف –كما تقول- بأية لغة كتبت مذكراتها! وقد تكون مذكراتها تُرجمت إلى الإنجليزية من لغة أخرى.
حسب تلك المذكرات تقول ماري تيريز أسمر إنها وُلدت سنة 1804م، وكانت عائلتها آنذاك تسكن في بغداد وأمها حامل بها حين اجتاح بغداد وباء الطاعون في تلك السنة فقرر والدها الابتعاد عن بغداد والرحيل عنها عائدا إلى سهل نينوى، حيث وُلدت هناك.
تقول ماري تيريز في مذكراتها: «وباء الطاعون انتشر في بغداد سنة 1804، مما جعل والدي يقرر الرحيل والابتعاد بعائلته إلى الريف قرب، حيث كان يملك منزلا يطلق عليه آنذاك اسم «قصر العزة»، في هذه الفترة وُلدت في خيمة منصوبة في الصحراء ليست بعيدة عن دار والدي في خرائب نينوى.
عن الكتاب يقول الكاتب والناقد نعيم عبد مهلهل الذي كتب أيضاً مقدمة النسخة العربية من الكتاب: يأتي هذا الكتاب في ترجمته الرصينة والجميلة ليكشف سيرة ذاتية لسيدة محترمة ومثقفة ومؤمنة، إنها ماري تيريزا أسمر، المولودة قرب خرائب نينوى عام 1804.
سيدة مجتمع من طراز خاص، تحمل فهماً مدركاً لطبيعة المكان الذي تعيش فيه، وتحمل قلبا عجيبا مهيّأً لكل الأزمات والمواقف، ولهذا يمكن أن نصف مذكراتها بعالم من عوالم الرحلات التي تقرأ في الاستشراق روح المكان وعاداته. لأن ماري تيريزا، وكما في أمانة الترجمة والتحرير الذي بان فيه الجهد الكبير للسيدة أمل بورتر، كانت تمثل رائية مبدعة للمشاهدة وقراءة جغرافية المكان الذي تعيش فيه من حيث العادات والتقاليد والثقافات، وحتى الهاجس النفسي والوصف الأدبي للمكان الذي تتواجد فيه.
من يقرأ المذكرات يرَ إلى أيّ مدى نجحت ماري تيريز في إيقاظ مشاعر كهذه، وتفرض جزءاً من هيبة روحها وثقافتها حتى على الأنظمة الاجتماعية التي لا يمكن اختراقها، ومنهم أولئك العرب الذين يعيشون على إرث التعصب الأعمى للتقاليد والأعراف والقيم الشرقية والحاكم العثماني المتزمت الذي عانت منه صاحبة المذكرات الكثير هي وعائلتها وأبناء جلدتها وديانتها.
هاهي في جزء من مذكراتها التي هي عبارة عن مواقف لا تنتهي من الحرج والسعادة تصف حياتها مع أولئك الناس، قبل رحلتها الأخرى صوب دمشق في قافلة هائلة صاعدة شمال الفرات الباسم (كما تصفه) تكتب بحب عن البدو والأعراب الذين عاشت معهم في كنف الطبيعة المفتوحة بمديات تتسع باتساع زرقة السماء، كقولها: (وجدت من الصعوبة أن أفارق صديقاتي البدويات اللواتي اكتسبن محبتي، الفراق لم يكن سهلاً كأنما كنت أودع صديقات مقربات أو أقارب. وبعد التعبير عن الندم والعويل للفراق ومن بين آمال بلقاء آخر نزعت نفسي من بينهم، هؤلاء الذين آوَوني لمدة ستة أشهر واتجهت إلى بغداد بحثا عن قافلة تتجه نحو دمشق).
قراءة هذا الكتاب ليست متعة فقط. بل هي إضافة مهمة لثقافة القارئ، وأعتقد أنها شكل مكتشف من أشكال ثقافة الأنوثة الرافدينية التي لا نعلم عنها شيئا في زمن عاشت فيه ماري تيريز أسمر، ويمكن أن يخلق لدينا دهشة ما ونحن كما إمبرتو إيكو في كشف معرفية الكتب الغامضة والمنسية في أدراج المكتبات نحصل على كنز من المعلومات والإبداع المخبّأ في عصر لم تكن فيه مثل تلك الرؤى موجودة. ولهذا فإن السيدة أمل بورتر صانعة الكشف تلتقي مع إمبرتو إيكو في إزاحة الغبار عن (اسم الوردة) وتمنحنا فرصة جميلة لمعرفة خلق أدبي مدهش لأميرة بابلية هي امتداد حقيقي لكاهنات الزقورات وذاكرة مردوخ ومساءات الجنائن المعلقة.
تبقى هذه المذكرات من الوثائق النادرة والمهمة عن مرحلة من مراحل التأريخ العراقي، وقراءة حقيقية لمستويات البناء الاجتماعي العراقي الحضري والبدوي والريفي في زمن كان فيه العراق خاضعا للهيمنة القاسية لسلطة الدولة العثمانية. وأعتقد أن قارئ هذا الكتاب سيفك الكثير من روح المكان وطلاسمه وأنه سيجد في الجهد الذي بذلته أمل بورتر الكثير من العون في التمتع بقراءة سيرة ذاتية لأميرة بابلية مدهشة تدعى (ماري تيريزا أسمر، المولودة قرب خرائب نينوى العراقية 1804).